# Гончар Руслан Дмитрович
Русла́н Дми́трович Гончар — солдат, Міністерство внутрішніх справ України.

## Життєпис
Родина переїхала з Іркутської області до Івано-Франківська, де Руслан закінчив школу, училище міліції, здобув освіту у юридичному інституті. Одружився, з дружиною виховали двох дітей.
Мобілізований у липні 2014-го, 128-а бригада. 31 серпня рушили до Донеччини. 7 листопада поранений в бою під Нікішиним біля Дебальцевого при мінометному обстрілі, множинні осколкові поранення тіла, рук, ніг, обличчя, розрив барабанної перетинки, контузія.

## Нагороди
За особисту мужність і героїзм, виявлені у захисті державного суверенітету та територіальної цілісності України, вірність військовій присязі під час російсько-української війни
- нагороджений орденом «За мужність» III ступеня (9.4.2015).

За особисту мужність і відвагу, виявлені у захисті державних інтересів, зміцнення обороноздатності та безпеки України.
- нагороджений медаллю «Захиснику Вітчизни» (8.05.2015).